# 紹索爾鎮區 (阿肯色州達拉斯縣)
紹索爾鎮區（英語：Southall Township）是位於美國阿肯色州達拉斯縣的一個行政鎮區。

## 地方資料
紹索爾鎮區的面積為52.61平方千米，當中陸地面積為52.61平方千米，而水域面積為0.00平方千米。根據2010年美國人口普查的數據，當地共有人口303人，而人口密度為每平方千米5.76人。